# Assárion
Assárion je stará hebrejská jednotka hmotnosti. Nazývala se též lepton.
Velikost 1 assárion činila přibližně 6,7 g.